# Уряд Болівії
Уряд Болівії — вищий орган виконавчої влади Болівії.

## Голова уряду
- Президент — Луїс Арсе (ісп. Luis Arce).
- Віце-президент — Давід Чокеуанка (ісп. David Choquehuanca).

## Кабінет міністрів
Склад чинного уряду подано станом на 1 лютого 2017 року.
| Логотип | Міністерство                                                                        | Міністр                                                    | Фото | Час на посаді | Час на посаді | Партія | Партія | Вебсайт |
| ------- | ----------------------------------------------------------------------------------- | ---------------------------------------------------------- | ---- | ------------- | ------------- | ------ | ------ | ------- |
|         | Міністерство гірничої промисловості                                                 | Фелікс Сезар Наварро Міранда (Felix Cesar Navarro Miranda) |      |               |               |        |        |         |
|         | Міністерство екології і водних ресурсів                                             | Карлос Ортуно Янес (Carlos Ortuno Yanez)                   |      |               |               |        |        |         |
|         | Міністерство економіки і державних фінансів                                         | Луїс Арсе Катакора (Luis Arce Catacora)                    |      |               |               |        |        |         |
|         | Міністерство енергетики                                                             | Рафаель Аларкон Оріхуела (Rafael Alarcon Orihuela)         |      |               |               |        |        |         |
|         | Міністерство житлово-комунального господарства, комунальних служб і домогосподарств | Мілтон Кларос Хіньоса (Milton Claros Hinojosa)             |      |               |               |        |        |         |
|         | Міністерство зв'язку                                                                | Гізела Лопес Рівас (Gisela Lopez Rivas)                    |      |               |               |        |        |         |
|         | Міністерство закордонних справ                                                      | Фернандо Уанакуні Мамані (Fernando Huanacuni Mamani)       |      |               |               |        |        |         |
|         | Міністерство культури і туризму                                                     | Вілма Аланока Мамані (Willma Alanoca Mamani)               |      |               |               |        |        |         |
|         | Міністерство нафтової промисловості                                                 | Альберто Санчес Фернандес (Luis Alberto Sanchez Fernandez) |      |               |               |        |        |         |
|         | Міністерство оборони                                                                | Реймі Феррейра Хустініано (Reymi Ferreira Justiniano)      |      |               |               |        |        |         |
|         | Міністерство освіти                                                                 | Роберто Агуілар Гомес (Roberto Aguilar Gomez)              |      |               |               |        |        |         |
|         | Міністерство охорони здоров'я                                                       | Аріана Камперо Нава (Ariana Campero Nava)                  |      |               |               |        |        |         |
|         | Міністерство планування та розвитку                                                 | Маріана Прада Ноя (Mariana Prada Noya)                     |      |               |               |        |        |         |
|         | Міністерство праці, зайнятості та соціальної безпеки                                | Гектор Хіньоа Родрігес (Hector Hinojosa Rodriguez)         |      |               |               |        |        |         |
|         | Міністерство продуктивного розвитку та багатоукладної економіки                     | Євгеніо Рохас Апаза (Eugenio Rojas Apaza)                  |      |               |               |        |        |         |
|         | Міністерство розвитку сільських регіонів та землевпорядкування                      | Сезар Кокаріко Яна (Cesar Cocarico Yana)                   |      |               |               |        |        |         |
|         | Міністерство спорту                                                                 | Тіто Роланд Монтано Рівера (Tito Roland Montano Rivera)    |      |               |               |        |        |         |
|         | Міністерство юстиції та прозорості державних органів                                | Гектор Арсе Законета (Hector Arce Zaconeta)                |      |               |               |        |        |         |
|         | Міністр кабінету міністрів                                                          | Карлос Ромеро Боніфас (Carlos Romero Bonifaz)              |      |               |               |        |        |         |
|         | Міністр у справах президента                                                        | Рене Мартінес Каллауанка (Rene Martinez Callahuanca)       |      |               |               |        |        |         |
|         | Голова департаменту юстиції                                                         | Пабло Меначо Дьєдеріч (Pablo Menacho Diederich)            |      |               |               |        |        |         |